# Maldybajew-Theater

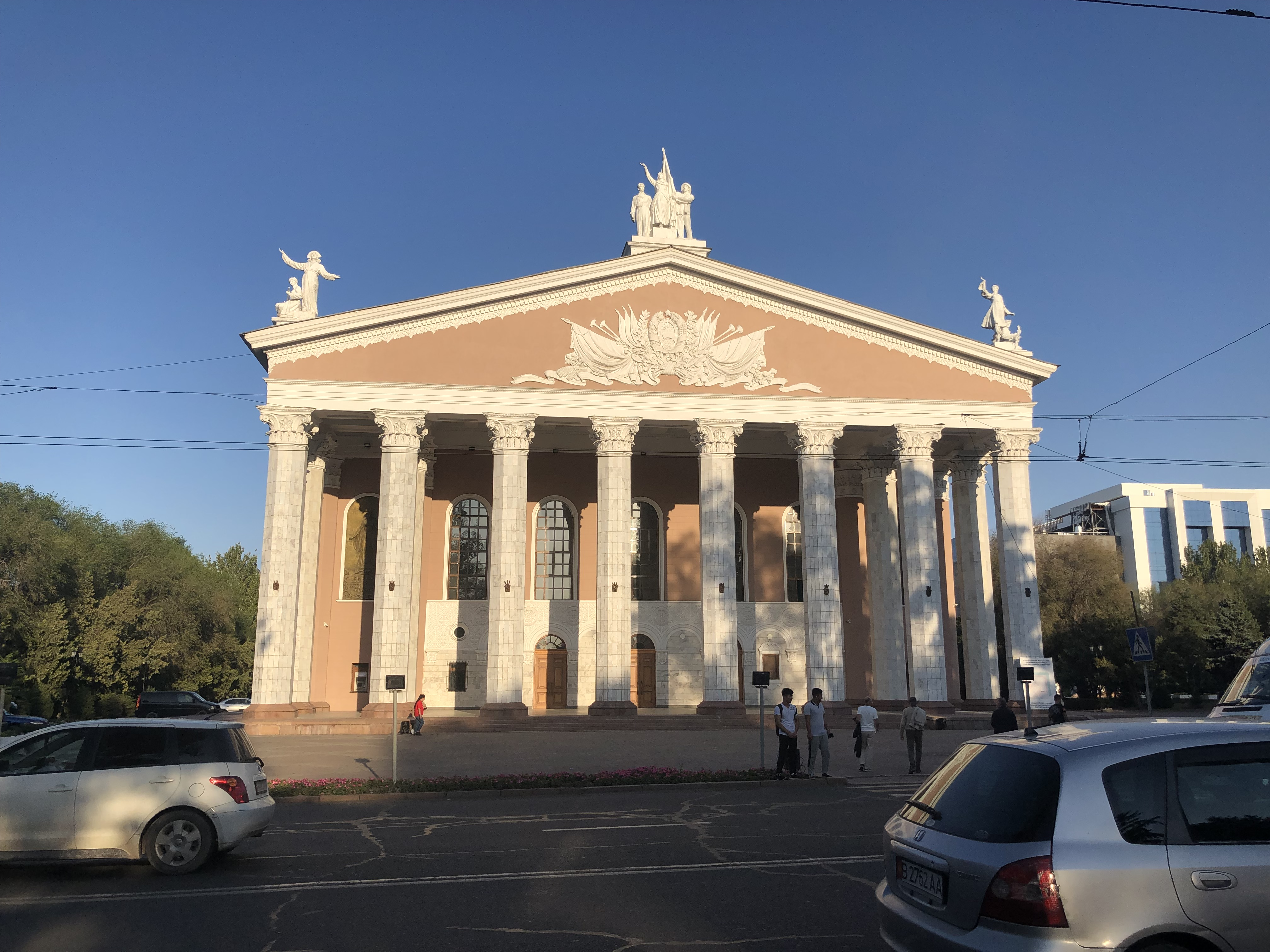
Maldybajew-Theater

Das Kirgisische Nationale Akademische Opern- und Balletttheater Abdylas Maldybajew (kirgisisch Абдылас Малдыбаев атындагы Кыргыз Улуттук академиялык опера жана балет театры Abdylas Maldybaev atyndagy Kyrgyz Uluttuk akademiialyk opera jana balet teatry), kurz Maldybajew-Theater, ist das Nationaltheater in der kirgisischen Hauptstadt Bischkek. 

## Geschichte
Das Theater wurde im Jahr 1937 als Musikalisches und dramatisches Theater Frunse gegründet. 1942 erfolgte eine Umbenennung in Kirgisisches Staatliches Opern- und Balletttheater. 1955 zog das Theater in das Gebäude ein, in dem es sich bis heute befindet. Im Jahr 1939 wurde im Theater die erste kirgisische Oper (Aitschürök) uraufgeführt.
Die Aufführungen im Theater finden meistens in kirgisischer Sprache statt. Seit 1978 ist es nach dem kirgisischen Komponisten, Tenor und Schauspieler Abdylas Maldybajew benannt.